# Puebla de la Calzada
Puebla de la Calzada è un comune spagnolo di 6 019 abitanti situato nella comunità autonoma dell'Estremadura.